# Ochthebius pseudoviridis
Ochthebius pseudoviridis är en skalbaggsart som beskrevs av Ienistea 1988. Ochthebius pseudoviridis ingår i släktet Ochthebius och familjen vattenbrynsbaggar. Inga underarter finns listade i Catalogue of Life.